# Song Jae-rim
Pour les articles homonymes, voir Song (homonymie).
Dans ce nom coréen, le nom de famille, Song, précède le nom personnel.
Song Jae-rim (en coréen : 송재림), né le 18 février 1985 à Séoul où il meurt le 12 novembre 2024, est un acteur et mannequin sud-coréen.
Il apparaît notamment dans les magazines Bazaar Corée, Vogue Girl Corée, Dazed Corée, Nylon Corée, GQ Corée, Arena Homme + Corée, Esquire Corée et Marie Claire Corée.

## Biographie

### Carrière
Il a commencé sa carrière en tant que mannequin pour les collections de Séoul de Juun. J, Herin Homme et Ha Sang Beg. Il est également apparu dans les magazines Bazaar Korea, Vogue Girl Korea, Dazed Korea, Nylon Korea, GQ Korea, Arena Homme + Korea, Esquire Korea et Marie Claire Korea.

### Mort
Le 12 novembre 2024, Song Jae-rim est retrouvé mort à son domicile du district de Seongdong, à Séoul, vers 12 h 30 (KST). Un responsable du commissariat de Seongdong confirme qu'il n'y a « actuellement aucun soupçon de meurtre ou d'autres crimes ». Il est rapporté que « la police a trouvé sur place une note de suicide sur deux pages de papier A4 »,.

## Filmographie sélective

### Cinéma
- 2018 : Lee Yoon-geun dans Votre mariage de Lee Seok-geun[7].